# Mr. White (James Bond)
Mr. White is een personage uit de James Bondfilms Casino Royale (2006), Quantum of Solace (2008) en Spectre (2015). Mr. White is een belangrijk lid (of de leider) van de organisatie Quantum, die verrijking zoekt in wereldwijd terrorisme, ongeacht met welke groep.

## Casino Royale
In Casino Royale verschijnt Mr. White voor het eerst in Oeganda. Steven Obanno, een officier van het Verzetsleger van de Heer, wordt door hem voorgesteld aan Le Chiffre, de bankier van Quantum. Obanno verleent zijn bankier een enorm bedrag van 101.206.000 dollar.
Le Chiffres manier om winst te maken bestaat uit een marketingtechnische truc: het kopen van putopties om er daarna middels een aanslag voor te zorgen dat de aandelen enorm dalen. Dit mislukt: de putopties zijn waardeloos en Le Chiffre is alles kwijt. Hij probeert de schade te dekken door 150 miljoen dollar te winnen in een grootschalig pokertoernooi, voordat zijn cliënten en werkgevers erachter komen.
Obanno's woede is groot, maar voor Mr. White is het belangrijker dat zijn organisatie schade en prestige heeft geleden. Obanno bedreigt Le Chiffre persoonlijk, maar Le Chiffre overtuigt hem om hem een kans te geven. Mr. White is echter minder mild. Op het moment dat Le Chiffre James Bond, die het toernooi won, martelt in de hoop het geld in handen te krijgen, klinken er plotseling doodskreten van zijn handlangers. De deur vliegt open en Mr. White komt binnen met een Walther PPK met een geluiddemper erop. Le Chiffre verzekert hem dat hij het geld zal krijgen, maar White verklaart dat vertrouwen voor zijn organisatie belangrijker is en schiet Le Chiffre in zijn hoofd. Bond wordt echter gespaard.
Later, in Venetië, ontdekt Bond dat al het geld plotseling van de rekening verdwenen is. Zijn geliefde, Vesper Lynd, heeft het eraf gehaald om het te overhandigen aan een zekere Gettler en zijn mannen. Blijkbaar was ze tegen wil en dank een dubbelagente, omdat ze met Mr. White had afgesproken dat hij Bond zou sparen in ruil voor het geld. Bond grijpt in en bevecht de bandieten, maar Vesper komt om, terwijl Mr. White al tevreden met het geld vertrekt. Alle sporen naar zijn organisatie lijken uitgewist, maar Bond ontdekt dat Vesper het nummer van Mr. White in haar mobiele telefoon heeft achtergelaten.
In de slotscène van de film arriveert Mr. White bij zijn enorme villa aan het Comomeer. Plotseling gaat zijn telefoon. Als hij vraagt met wie hij spreekt wordt hij plotseling met een gedempte HK MP5 in zijn been geschoten. Jammerend van pijn tracht hij het huis te bereiken maar dan staat Bond tegenover hem, die zegt: "the name is Bond... James Bond." Hiermee eindigt de film, zodat Mr. Whites definitieve lot nog steeds onbekend blijft.

## Quantum of Solace
Bond brengt in het begin van de film White na een heftige achtervolging door de Italiaanse bergen naar de stad Siena. Daar wordt Mr. White door James Bond en M ondervraagd. Mr. White merkt op dat hij de zelfmoord van Vesper betreurt, omdat ze anders via haar Bond op een soortgelijke manier hadden kunnen chanteren. Tevens lacht hij M uit als blijkt dat deze niets weet van de organisatie, aangezien hij dacht dat de CIA en de MI6 hen allang kenden. Wanneer Mr. White zegt dat hij overal wel iemand van zijn organisatie heeft, wordt James Bond aangevallen. Na een achtervolging blijkt Mr. White te zijn ontsnapt.
Later in de film houdt de organisatie, Quantum een geheime vergadering in Bregenz, in Oostenrijk, waar de hoge leden zich onder het publiek gemengd hebben en spreken met elkaar via oortjes. Bond heeft echter ook een oortje bemachtigd en luistert mee. Om ze uit hun tent te lokken laat Bond merken dat hij meeluistert, waarop meerdere Quantum-leiders beginnen te vertrekken, zodat hij ze kan fotograferen. Mr. White is echter verstandiger en blijft zitten, zodat hij niet opgemerkt wordt. Zodoende blijft hij op vrije voeten.

## Verwijderde scène (geknipt uit de film)
Nadat Bond de vriend van Vesper heeft gearresteerd komt hij tot de ontdekking (via de foto’s die hij heeft gemaakt tijdens de Opera) waar Mr White zich bevindt. Bond komt aan op het landgoed van Guy Haines, (een adviseur van de minister-president). In deze scène van een minuut doodt Bond Mr. White en begint Haines te ondervragen over Quantum.
In plaats van deze scène heeft men gekozen om de traditionele gunbarrel aan het eind van de film te gebruiken.
Deze verwijderde scène is nooit op een Quantum of Solace-dvd gezet en blijft dus ongezien door het publiek.

## Spectre
In december 2014 maakte acteur Jesper Christensen bekend dat hij de rol van Mr. White opnieuw zou spelen in de Bondfilm Spectre. Op 27 maart 2015 verscheen de eerste teaser van de film, waarin te zien is hoe Bond een verarmde Mr. White ontmoet.
Via een videoboodschap van de overleden M komt Bond op het spoor van de criminele organisatie SPECTRE. Daarbij ontdekt hij dat de organisatie het voorzien heeft op iemand die "the Pale King" (de bleke koning) genoemd wordt. Bond snapt dat dit Mr. White moet zijn.
Bond gaat naar Oostenrijk en komt oog in oog met zijn vijand van de organisatie Quantum. 007 confronteert White met de dingen die hij heeft opgepikt bij SPECTRE's geheime vergadering in Rome. Mr. White bekent uit de gratie te zijn gevallen bij SPECTRE toen hij last van zijn geweten kreeg en daardoor ongehoorzaam werd: hij is dodelijk ziek door thallium-vergiftiging. Uiteindelijk gaat Mr White akkoord om Bond informatie te verschaffen als deze zijn dochter zal beschermen. Daarna geeft hij aan dat Bond niet meer dan een vlieger is in de orkaan. Daarna pakt Mr White de Walther PPK en pleegt zelfmoord.

## Handlangers
- Le Chiffre
  - Alex Dimitrios
    - Carlos
    - Mollaka

  - Madame Wu
  - Valenka
  - Kratt
  - Leo
- Vesper Lynd
- Adolph Gettler
  - "Tall Man"
- Craig Mitchell

## Trivia
- In de roman werkte Le Chiffre voor SMERSH. Vandaar dat de rol van de SMERSH-agent werd overgenomen door Mr. White, hoewel zijn rol veel uitgebreider is.
- Jesper Christensen is een Deense acteur. Mads Mikkelsen, die Le Chiffre speelde is ook Deens.